# Forsterinaria
Forsterinaria is een geslacht van vlinders uit de onderfamilie Satyrinae van de familie Nymphalidae. De soorten komen voor in het Neotropisch gebied, met name in de Andes.

## Soorten
- Forsterinaria anophthalma (C. & R. Felder, 1867)
- Forsterinaria antje Peña & Lamas, 2005
- Forsterinaria boliviana (Godman, 1905)
- Forsterinaria coipa Peña & Lamas, 2005
- Forsterinaria difficilis (Forster, 1964)
- Forsterinaria enjuerma Peña & Lamas, 2005
- Forsterinaria falcata Peña & Lamas, 2005
- Forsterinaria guaniloi Peña & Lamas, 2005
- Forsterinaria inornata (C. & R. Felder, 1867)
- Forsterinaria itatiaia Peña & Lamas, 2005
- Forsterinaria necys (Godart, 1824)
- Forsterinaria neonympha (C. & R. Felder, 1867)
- Forsterinaria pallida Peña & Lamas, 2005
- Forsterinaria pichita Peña & Lamas, 2005
- Forsterinaria pilosa Peña & Lamas, 2005
- Forsterinaria proxima (Hayward, 1957)
- Forsterinaria pseudinornata (Forster, 1964)
- Forsterinaria punctata Peña & Lamas, 2005
- Forsterinaria pyrczi Peña & Lamas, 2005
- Forsterinaria quantius (Godart, 1824)
- Forsterinaria rotunda Peña & Lamas, 2005
- Forsterinaria rustica (Butler, 1868)
- Forsterinaria stella (Hayward, 1957)